# Chó sói Tasmania
Chó sói Tasmania, hay còn gọi là hổ Tasmania, chó sói túi (tên khoa học: Thylacinus cynocephalus) là một loài thú ăn thịt có túi, bề ngoài giống như chó hoặc chó sói, với những sọc vằn trên lưng giống như loài hổ với hình dạng đầu chó mình hổ. Sinh vật này xuất hiện đầu tiên ở Úc và Papua New Guinea, nhưng khoảng 2.000-200 năm trước, chúng biến mất trên đại lục Australia, và chỉ còn tìm thấy ở đảo Tasmania, miền nam Úc. Đây là loài thú có cú ngoạm mạnh gấp ba lần một con chó với cân nặng tương đương, những con vật nhỏ hơn lại có cú cắn mạnh hơn con lớn.

## Tuyệt chủng
Chó sói Tasmania bị săn bắn gần như tuyệt chủng trong hàng trăm năm sau khi người châu Âu đến định cư trên hòn đảo ở nam lục địa Úc. Ban đầu họ chưa biết và sợ loài thú này, mặc dù chúng sống ẩn dật trong tự nhiên và muốn tránh con người. Vào thập niên 1800, các nông dân buộc tội chó sói có túi là tấn công cừu. Vì thế, họ đã dùng đến súng săn, thuốc độc, hơi ngạt và bẫy để tiêu diệt chúng. Ý muốn của con người được toại nguyện, loài này đã biến mất chỉ trong vòng 70 năm. Con chó sói Tasmania cuối cùng chết trong một vườn thú ở Tasmania vào năm 1936, mặc dù sau đó họ phát hiện thêm một số cá thể chó sói hoang dã. Các nhà khoa học Úc đang dự định tái tạo chó sói Tasmania đã bị tuyệt chủng từ gene trong xương và răng của chúng trong bảo tàng.

## Trong văn hóa
Hổ Tasmania là chủ đề trong cuốn tiểu thuyết The Hunter xuất bản năm 1999 của Julia Leigh kể về những nỗ lực của một đặc vụ ẩn danh khi anh ta cố gắng truy tìm con hổ Tasmania cuối cùng được đồn đại là tồn tại ở Tasmania. Sau đó vào năm 2011, bộ phim The Hunter dựa trên tiểu thuyết này được công chiếu. Trong phim, một tập đoàn bóng tối ("Red Leaf") cử một lính đánh thuê Martin David (Dafoe đóng) đến Tasmania để truy lùng loài hổ Tasmania, một loài động vật được cho là đã tuyệt chủng có mã di truyền giữ bí mật về một loại vũ khí nguy hiểm. Sau nhiều diễn biến, phân cảnh cuối cùng là khi Martin đi vào bụi rậm tìm con hổ Tasmania và chấm dứt sự truy đuổi của Red Leaf. Cuối cùng anh ta cũng tìm thấy sinh vật này và miễn cưỡng bắn nó, sau đó tiến hành hỏa táng nó để xóa bỏ mọi dấu vết về sự tồn tại của nó. Martin quay trở lại thị trấn và gọi cho Red Leaf, thông báo rằng những gì họ đang tìm kiếm đã "ra đi mãi mãi".

## Hình ảnh

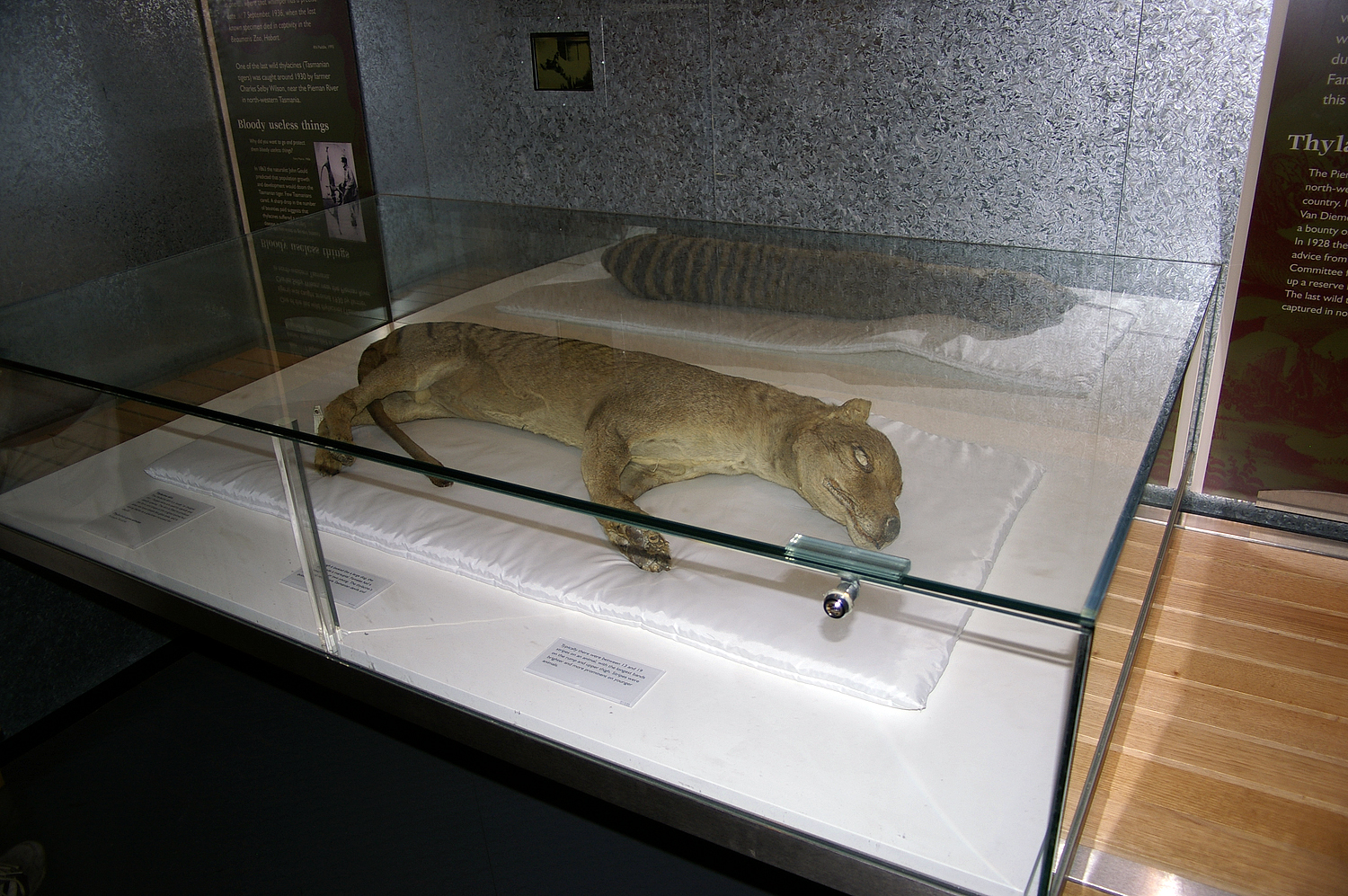
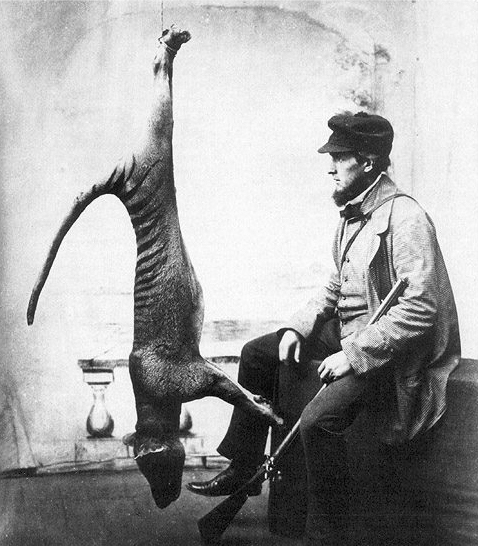
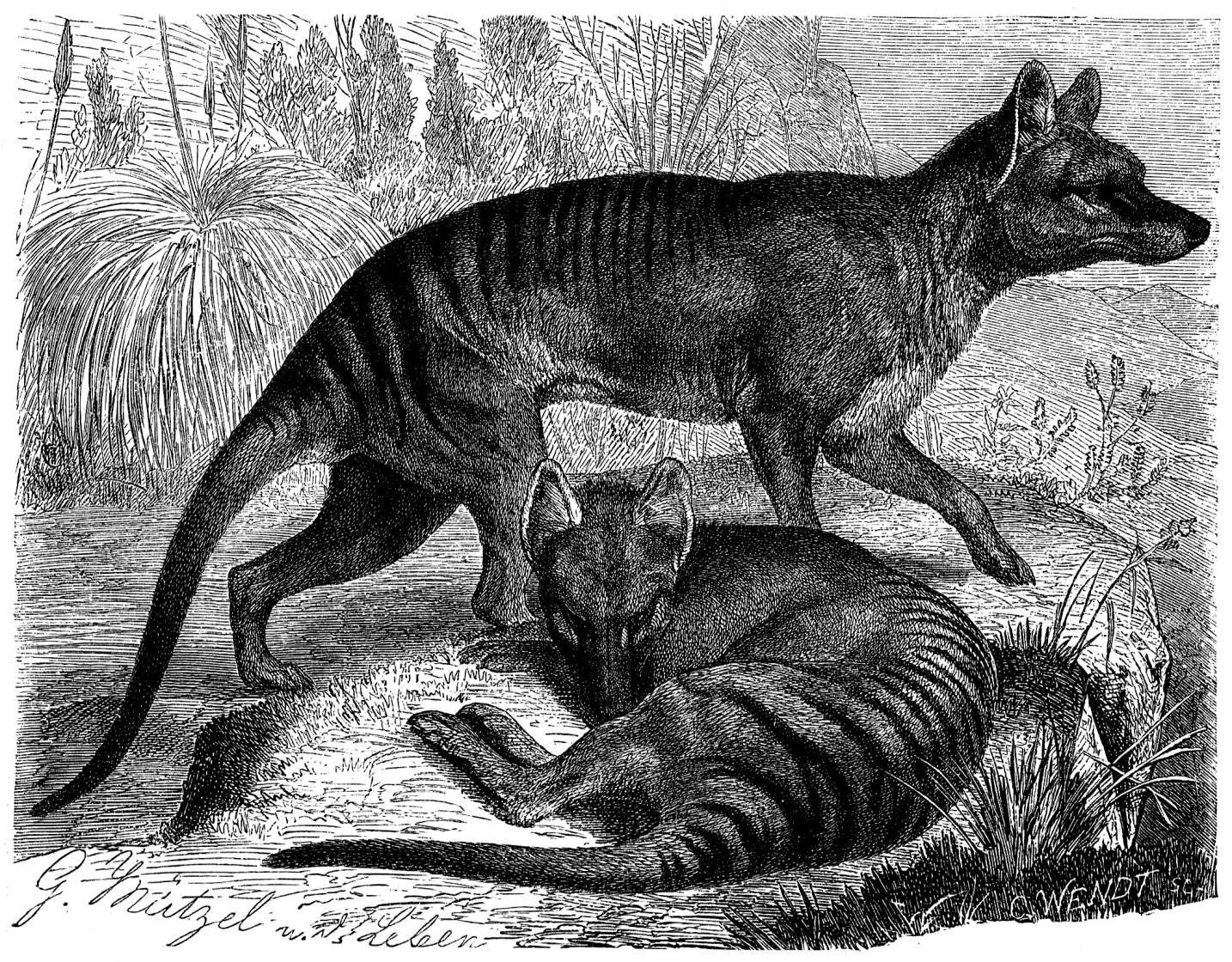
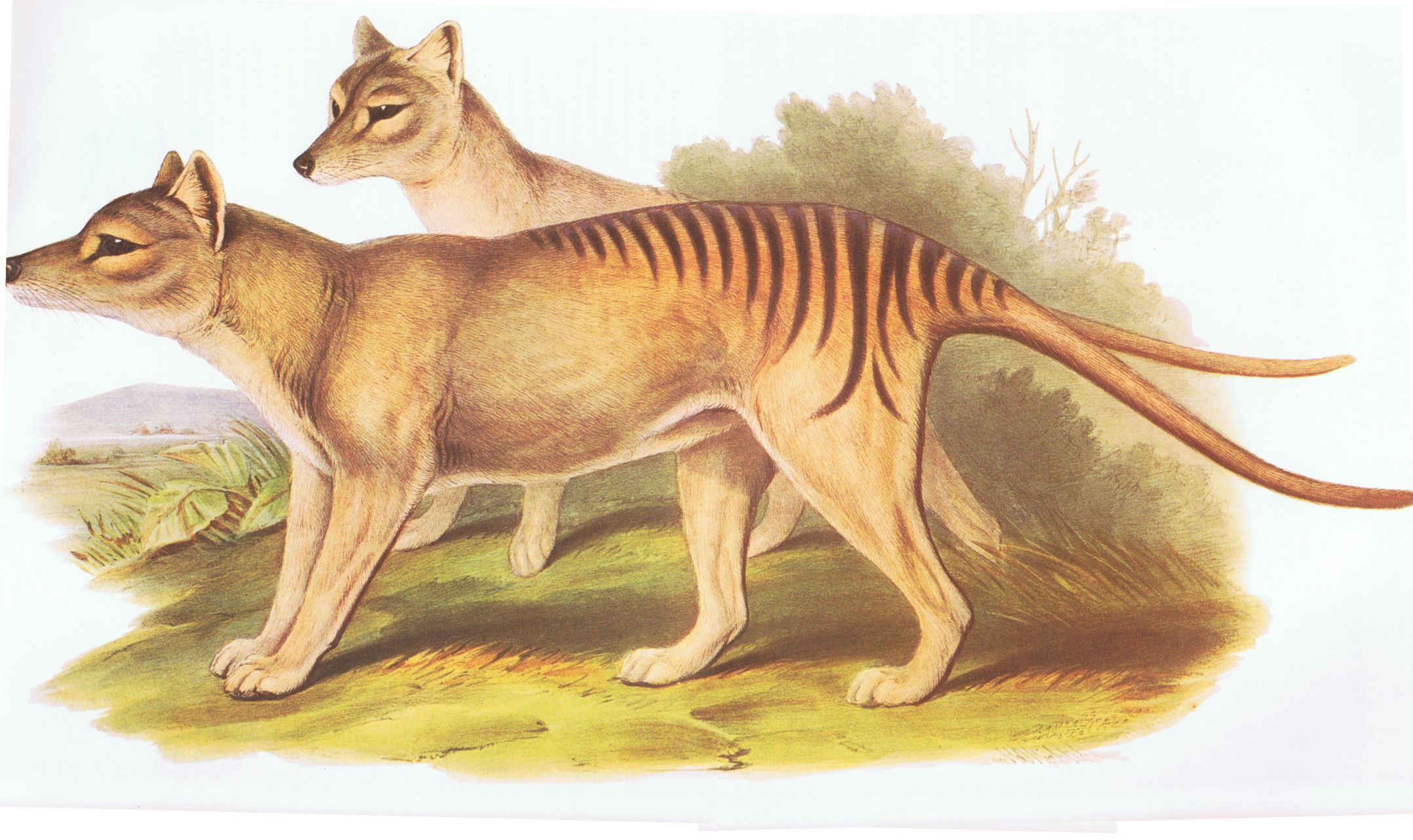